# 마세이크

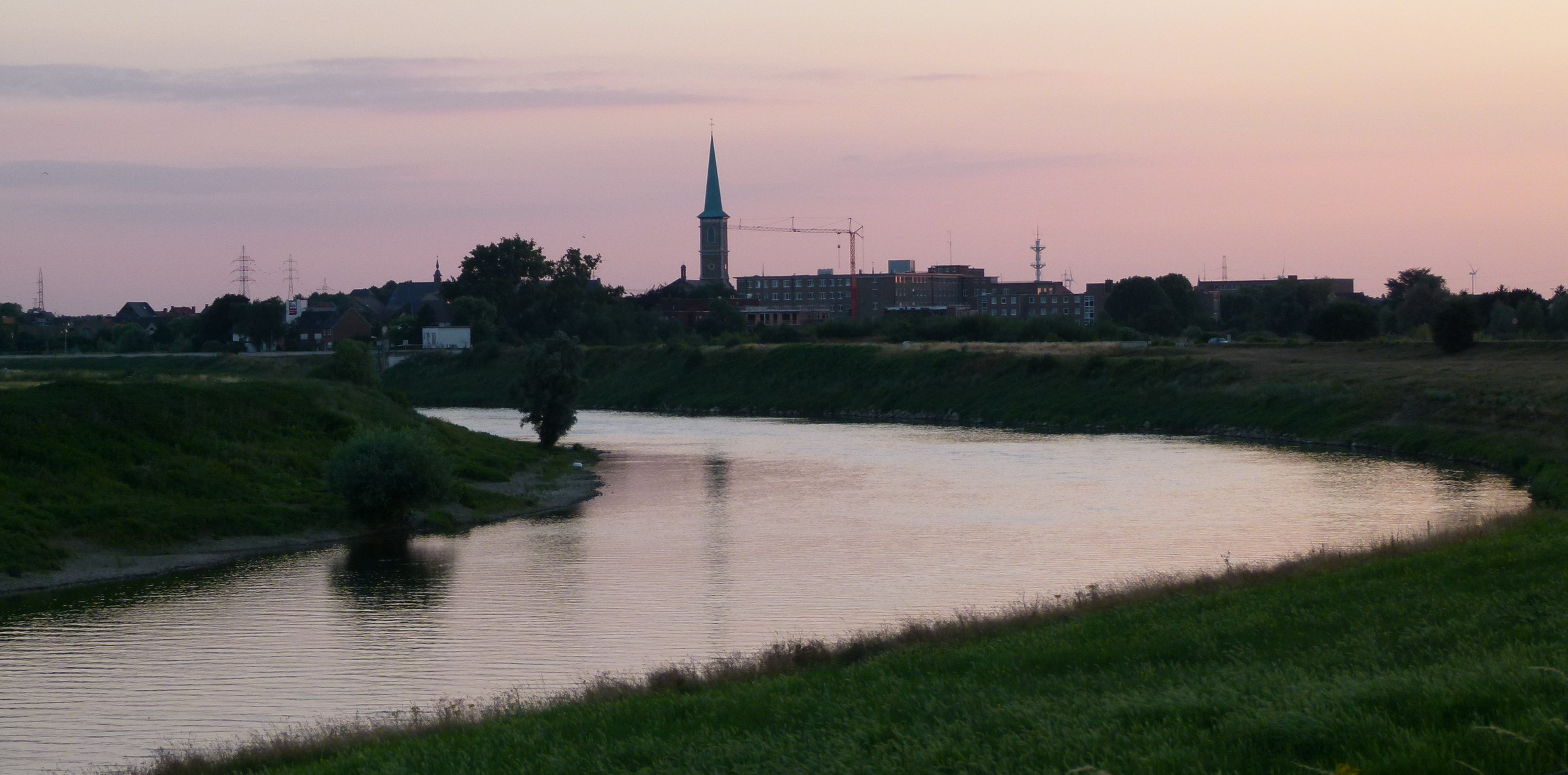
마세이크 인근을 흐르는 뫼즈강

마세이크(네덜란드어: Maaseik)는 벨기에 플란데런 지역 림뷔르흐주에 위치한 도시로 면적은 76.91km2, 인구는 24,828명(2013년 1월 1일 기준), 인구 밀도는 320명/km2이다.

시기
시 문장